# Râul Voiteg
Râul Voiteg sau Râul Valea Seacă sau Râul Matei este un afluent al râului Lanca Birda. 

## Hărți
- Harta județului Timiș